# الصفي (المفلحي)

تعديل مصدري - تعديل

الصفي هي إحدى قرى عزلة المفلحي بمديرية المفلحي التابعة لمحافظة لحج، بلغ تعداد سكانها 326 نسمة حسب تعداد اليمن لعام 2004.